# Rudolf Fugert
Rudolf Fugert (ur. ok. 1828 r., prawdopodobnie w Ostrzyhomiu – zm. 24 kwietnia 1893 r. w Trnawie) – austriacki rzeźbiarz, malarz i pozłotnik, działający na terenie dzisiejszej Słowacji. Spoczywa na tzw. Nowym Cmentarzu w Trnawie.
Przez większość swego twórczego życia był związany z Trnawą. Zajmował się rzeźbiarstwem, malarstwem i pozłotnictwem oraz pokrewnymi dziedzinami rzemiosła artystycznego. Wykonywał prace dla zleceniodawców instytucjonalnych (głównie parafii) i prywatnych, a swą działalność reklamował w ówczesnej słowackiej prasie katolickiej.
Wykonał m.in.:
- ołtarz w kościele parafialnym w Habówce na Orawie (lata 80.);
- kamienną rzeźbę Immaculaty, stojącą niedaleko kościoła pw. św. Emeryka we wsi Ostrov koło Pieszczan (zabytek kultury narodowej);
- Neogotycki nagrobek Branislava Martina Tomaškoviča i jego małżonki na tzw. Starym Cmentarzu w Trnawie (dziś park koło Kalwarii; po 1872 r., sygnowany Bildhauer in Tyrnau).